# Hortus Bengalensis
Hortus Bengalensis (abreviado Hort. Bengal.) es un libro con ilustraciones y descripciones botánicas que fue escrito por el médico y botánico escocés, llamado el padre de la Botánica de la India; William Roxburgh. Fue publicado en Serampore en el año 1814 con el nombre de Hortus Bengalensis, or a Catalogue of the Plants Growing in the Hounourable East India Company's Botanical Garden at Calcutta.